# 李拂一
李拂一（1901年11月13日—2010年9月7日），原名承阳，字复一，雲南勐海人，原籍广西桂林，出生于普洱，傣学研究专家、茶界泰斗。
李拂一早年毕业于普洱道立中学。1921年，与普思沿边行政总局局长柯树勋之女柯祥凤结婚。1927年起从事傣学研究。1930年代，曾出任佛海县教育局长、省立佛海简易师范学校校长等职，并在佛海开办茶庄。1939年成立中茶公司佛海茶厂。1940年起，历任佛海县政府秘书、代理县长，云南省教育厅西南督学区国民教育视导员，国民党佛海县党部书记长，车县县长，云南省政府秘书、参议等。1948年，当选第一届国大代表。赴台后，又任宪政研讨委员会委员、光复大陆设计研究委员会委员等职。2010年9月7日逝世，享嵩壽109岁。